# Altiverruca vansyoci
Altiverruca vansyoci är en kräftdjursart som beskrevs av Young 2002. Altiverruca vansyoci ingår i släktet Altiverruca och familjen Verrucidae. Inga underarter finns listade i Catalogue of Life.